# Ulrike Lubek

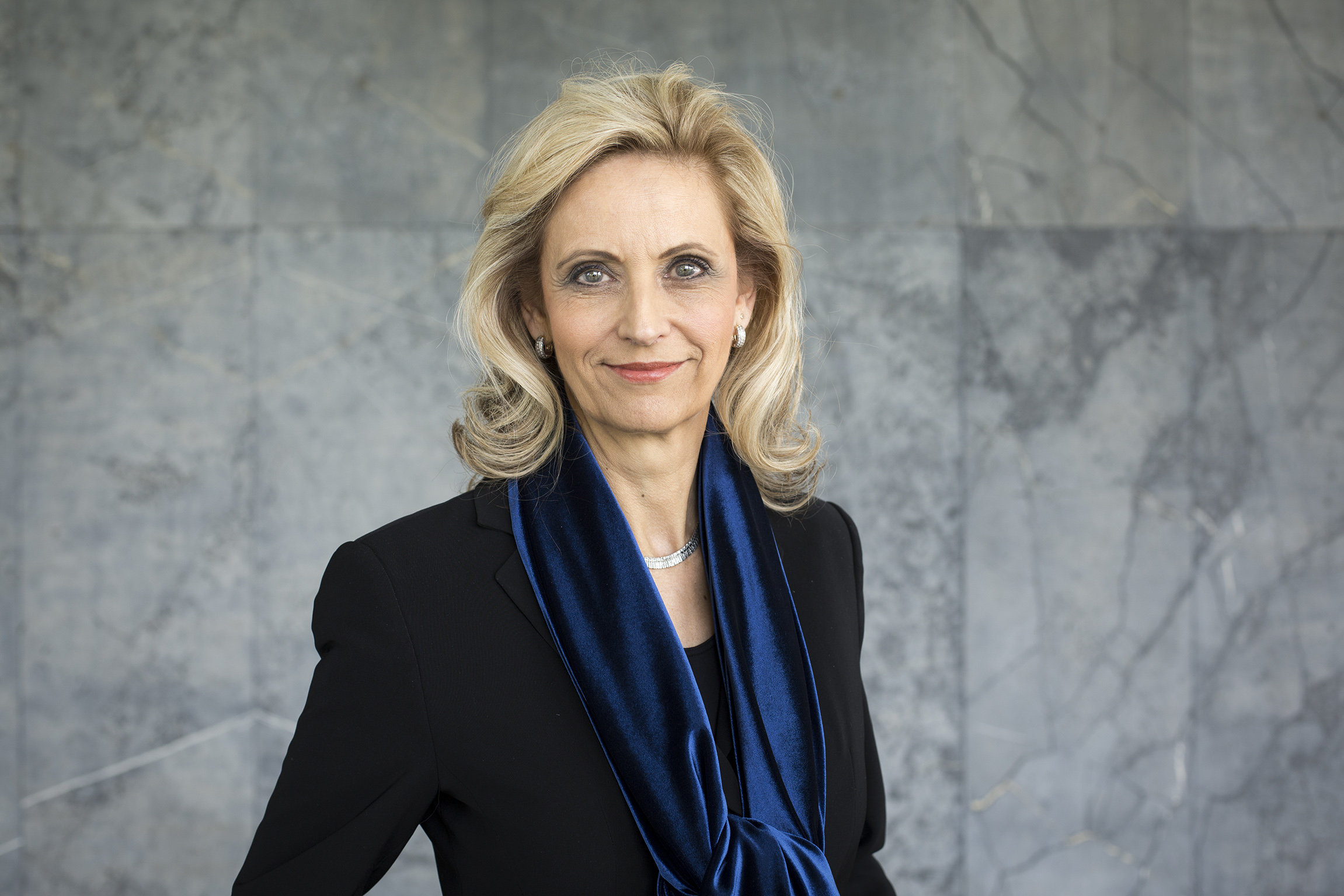
Ulrike Lubek (2019)

Ulrike Lubek (* 19. Juli 1963 in Paderborn) ist eine deutsche Juristin und seit 2010 Direktorin des Landschaftsverbandes Rheinland (LVR).

## Leben und Wirken
Lubek besuchte ein Gymnasium in Paderborn. Sie studierte von 1982 bis 1983 Wirtschaftswissenschaften an der Universität-Gesamthochschule Paderborn und war währenddessen im Pflegedienst der Westfälischen Klinik für Psychiatrie und Psychotherapie in Paderborn tätig. Ab 1983 studierte sie Rechtswissenschaften an der Universität Bielefeld und an der Hochschule für Verwaltungswissenschaften Speyer und schloss ihr Studium 1990 ab. Von 1991 bis 1992 war sie Stipendiatin der Karl und Veronica Carstens-Stiftung an der Universität Bielefeld.
Lubek wurde 1992 vom Landschaftsverband Westfalen-Lippe (LWL) eingestellt, wo sie ein Nachwuchsführungskräfteprogramm absolvierte. Von 1994 bis 1999 war sie Leiterin des Referates „Personalmanagement, Personalentwicklung, Aus-, Fort- und Weiterbildung“ und wurde dann stellvertretende Landesrätin und Leiterin des Referates Organisation und Entwicklung der westfälischen Kliniken und der Westfälischen Pflege- und Förderzentren. 2007 wechselte Lubek zum Landschaftsverband Rheinland, bei dem sie als Landesrätin und Leiterin des Dezernates Klinikverbund und Verbund Heilpädagogischer Hilfen tätig war und in einem Reformprozess die neun psychiatrischen Kliniken des LVR umstrukturierte.
Seit 2010 ist sie Direktorin des LVR. Sie ist Leiterin der Rheinischen Versorgungs- und Zusatzversorgungskassen. Die Angelegenheiten des Maßregelvollzugs und der Therapieunterbringung sind ihr in der Verantwortung als untere staatliche Verwaltungsbehörde übertragen.
Lubek lebt in Krefeld.

## Mitgliedschaften
Lubek ist Mitglied der SPD, Mitglied im Zentral-Dombau-Verein zu Köln, Mitglied des Kuratoriums der Gold-Kraemer-Stiftung sowie weiterer kultureller und sozialer Stiftungen. Darüber hinaus ist Lubek Mitglied im Landesvorstand der Sozialdemokratischen Gemeinschaft für Kommunalpolitik in NRW und Mitglied im Hochschulrat der Fachhochschule Köln.

## Auszeichnungen
- 2019:  Eselorden der Stadt Wesel[9]